# スチュワート (DD-224)
| 駆逐艦母艦ホイットニーに接舷するスチュワート(224)。そこから右にポープ(225)、ピルスバリー(227)、ジョン・D・フォード(228)、トラクスタン(229)、そしてピアリー(226)が連なっている。 | |
| 艦歴 | |
| 発注 | ウィリアム・クランプ・アンド・サンズ社フィラデルフィア造船所                                                                                 |
| 起工 | 1919年9月9日 |
| 進水 | 1920年3月4日 |
| 就役 | 1920年9月15日 1945年10月29日 |
| 退役 | 1946年5月23日 |
| 除籍 | 1946年4月17日 |
| その後 | 1946年5月24日に標的艦として沈没 |
| 性能諸元（就役時） | |
| 排水量 | 1,215トン |
| 全長 | 314 ft 5 in （95.83 m） |
| 全幅 | 31 ft 9 in （9.68 m） |
| 吃水 | 9 ft 4 in （2.8 m） |
| 機関 | フォスター式重油専焼水管缶4基 +ウェスティングハウス式ギヤード・タービン2基2軸推進                                                            |
| 最大出力 | 就役時：26,500 SHP （20 MW） |
| 最大速力 | 就役時：35 ノット （65 km/h） 哨戒艇時：26.0ノット                                                                                           |
| 航続距離 | 就役時：15ノット/4,900 海里 （9,100 km） 哨戒艇時：12ノット/2,500海里                                                                        |
| 乗員 | 士官、兵員：101名 哨戒艇時定員105名 |
| 兵装（スチュワート時） | Mk 9 10.2cm（50口径）単装速射砲4基4門 Mk 14 7.6cm（23口径）単装高角砲1基1門 53.3cm三連装魚雷発射管4基12門                                    |
| 兵装（第百二号哨戒艇時） | 形式不明 7.6cm（40口径）単装速射砲2基2門 爆雷72個、爆雷投射機1基                                                                             |
| 兵装（第百二号哨戒艇終戦時) | 八センチ単高角砲 2 22号電探 13号電探 25ミリ連装機銃 3 25ミリ単装 5 13ミリ単 2 45cm魚雷落射機4基 爆雷投射機 94式爆雷投射機 2 81式爆雷投射機 2 |

スチュワート (USS Stewart, DD-224) は、アメリカ海軍の駆逐艦。クレムソン級。艦名はチャールズ・スチュワート提督に因む。その名を持つ艦としては2隻目。
スチュワートは日本海軍に捕獲され、第百二号哨戒艇（だいひゃくにごうしょうかいてい）として就役したが、1945年（昭和20年）に進駐してきたアメリカ軍によって発見、再編入された。

## 艦歴

### 駆逐艦スチュワート

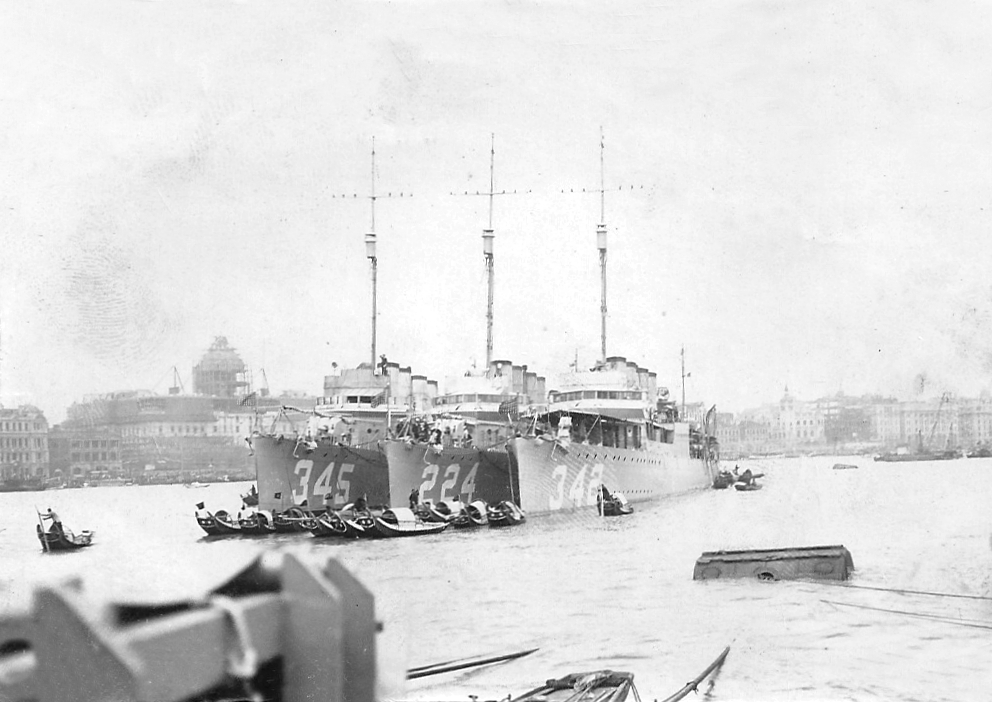
1927年に上海で撮られた「スチュワート」（中央）。左側の艦は「プレブル（DD-345）」、右側の艦は「ハルバート（DD-342）」。

「スチュワート」は1919年9月9日にペンシルベニア州フィラデルフィアのウィリアム・クランプ・アンド・サンズ社で起工された。1920年3月4日にマーガレッタ・スチュワート・スティーヴンズ夫人（スチュワート少将の孫娘）によって進水し、1920年9月15日に初代艦長S・G・ラム大尉の指揮の下に就役した。
予備役部隊との1年間の沿岸における作戦活動の後、「スチュワート」は1921年10月12日に大西洋駆逐艦隊に合流した。1922年1月12日から4月22日までカリブ海での艦隊演習に参加し、補修の後、6月20日にロードアイランド州ニューポートを出航し地中海とインド洋経由でフィリピンのアジア艦隊 (United States Asiatic Fleet) へ赴いた。艦隊配属後の翌年である1923年9月5日には、4日前に発生した関東大震災の救援艦隊に参加している。その後は23年間、本国に帰還すること無く太平洋で過ごすこととなる。
太平洋戦争勃発後、艦長のハロルド・P・スミス (Harold Page Smith) 少佐の指揮の下に第58駆逐隊の旗艦を務めていた「スチュワート」は、1942年2月20日にバリ島沖海戦で第8駆逐隊（阿部俊雄大佐）の朝潮型駆逐艦4隻（朝潮、大潮、満潮、荒潮）に遭遇して交戦した。日本軍のバリ島攻略部隊の出撃間近との情報を受けてその攻撃を命じられたドールマン少将は、麾下の部隊が分散していたため3つの部隊に分けて攻撃を実施することとした。「スチュワート」は軽巡洋艦「トロンプ」、駆逐艦「パロット」、「ジョン・D・エドワーズ」、「ピルスバリー」とともに第2グループとしてスラバヤより出撃し第1グループの攻撃後に攻撃を実施することとされた。第2グループは「スチュワート」を先頭にバリ島に到着し、まず駆逐艦がサヌール泊地に向けて魚雷を発射（「スチュワート」6本など）したが、外れた。「スチュワート」は再度雷撃を行ったあと砲戦を開始。「朝潮」、「大潮」との交戦で「スチュワート」は被弾して舵取機械室に浸水した他、跳弾の命中で死者1名を出した。続いて「満潮」、「荒潮」が戦場に現れ「ジョン・D・エドワーズ」と「スチュワート」に対して攻撃を開始し、戦闘が行われた。
2月22日、スラバヤの浮きドックに入渠した。しかし、支え方が適切ではなかったことからドックの排水中に支持台から転落し、左の推進軸が曲がるなどの損傷が生じた。港は空襲を受けており、陥落のおそれもあることから修理は不可能であり、艦は破壊されることとなった。「スチュワート」は3月1日に爆破されたことになっているが、爆破による損傷は軽微であったとされる。また、同日、空襲で命中弾があった。翌日、同地からの撤退の際にドックは「スチュワート」ごと沈められた。3月25日、除籍。

### 第百二号哨戒艇（日本海軍）
1942年（昭和17年）3月8日、ジャワ島を占領した日本軍がスラバヤに到着した。この時、海底に沈んでいる完全には破壊されていなかった「スチュワート」を発見し、捕獲。「スチュワート」はスラバヤの第百二海軍工作部で損傷復旧工事と改造を受けた。この際に4本あった煙突のうち前の1番・2番煙突は甲板上で結合されて日本式の集合煙突となったが、特徴的な平甲板型船体はそのままとされた。艤装中の1943年（昭和18年）6月15日、第百二号哨戒艇と命名、本籍を呉鎮守府に定められ、哨戒艇に類別された。第二南遣艦隊附属に編入されたが艤装工事は未了で、9月21日に艤装を終え艦隊に引き渡された。さらに公試、訓練、需品の積み込み等があり、初任務のためスラバヤを出たのは10月18日のことだった。その後船団護衛任務等に就いていたが、日本の勢力範囲内に侵入した米軍にたびたび目撃されたため、「スチュワート」を爆沈処分させたと信じていた米軍は混乱したと言う。
1944年（昭和19年）1月8日、バリクパパンからパラオを経由しトラック諸島へと向かう国洋丸（国洋汽船、10,026トン）、日本丸（山下汽船、9,971トン）および健洋丸（国洋汽船、10,024トン）の護衛に早波、島風と共に参加した。5月1日にマニラにおいて竹一船団に加入、護衛任務に就くが道中で輸送船3隻が撃沈され輸送作戦自体は失敗した。

8月24日、ルソン島のダソル湾沖でウルフパックの襲撃を受けた二洋丸（浅野物産、10,022トン）の救援のため、第三南遣艦隊の命でマニラから第22号海防艦と共に差し向けられた。2隻は8月23日18時前にマニラを出港したが、第22号海防艦は当時修理中であった。第百二号哨戒艇も当時缶管の故障に悩まされており、8月23日も応急修理を実施していた。第22号海防艦と第百二号哨戒艇はダソル湾口に到着後対潜警戒を実施していたが、夜が明けてから第百二号哨戒艇が二洋丸を誘導するために湾内に入って行き、第22号海防艦は湾口において単艦で警戒を続けた。第22号海防艦が米潜水艦ハーダー(USS Harder, SS-257) を発見し、対潜戦闘の末これを撃沈。この間に、第百二号哨戒艇は二洋丸を誘導し、ダソル湾を出てマニラに向けて航行を開始しており、やがて戦闘を終えた第22号海防艦が合流して二洋丸の右舷側に張り付き、3隻は8月24日夕方に無事マニラに帰投した。10月8日、ミ23船団に参加。途中の東引島近海において第38号哨戒艇と共に高雄港行きの輸送船を引き連れ船団本隊より分離、その後高雄へと到着している。11月23日、さんとす丸（商船三井、7,266トン）の護衛の為に第38号哨戒艇、第33号駆潜艇と共にマタ34船団を編成。高雄を目指し南シナ海を航行していたが、11月25日に米潜水艦アトゥル (USS Atule, SS-403) の魚雷攻撃を受け第38号哨戒艇が轟沈。続け様にさんとす丸も撃沈され、第33号駆潜艇と共に生存者の救助にあたった（この時、さんとす丸には撃沈された戦艦武蔵の生存者420名程が乗り込んでおり、この攻撃で300名が死亡、120名が救助されたという）。11月30日、高雄においてみりい丸（三菱汽船、10,565トン）と共にヒ83船団に加入。道中、敵潜水艦の襲撃によって第64号海防艦が沈没、誠心丸が航行不能となる被害を負うが、みりい丸が誠心丸を曳航している間の護衛を務め船団に再合流、昭南に到着した。12月26日、日本へと向かうヒ84船団に引き続き参加し、海鷹、沖縄などと共に昭南を出港。途中、米潜水艦デイス(USS Dace, SS-247) の襲撃や、みりい丸の触雷による船団離脱などがあったが、船団自体は1945年（昭和20年）1月13日に門司に到着した。
1945年（昭和20年）4月26日にシモ03船団に参加、舟山群島から門司へ向けて出港するが、木浦沖を航行していた時に上空から2機のPBY カタリナが飛来。機銃掃射によって甲板上に露出していたラダーケーブルが切断、一時航行不能となるが船団の奮戦によって敵機の撃退に成功、門司へと帰還した。その後は呉において電探の設置や装備の換装といった兵装強化を施され、新たに創設された海軍総隊の呉鎮守府部隊に所属。大分の佐伯港へと移動し終戦を迎える。10月5日除籍。
第百二号哨戒艇長
1. 水谷保 予備大尉/大尉/少佐：1943年6月15日[23] - 1945年6月30日[24]
2. 竹下義政 大尉/少佐：1945年6月30日[24] - 1945年10月5日[注釈 2]

### DD-224

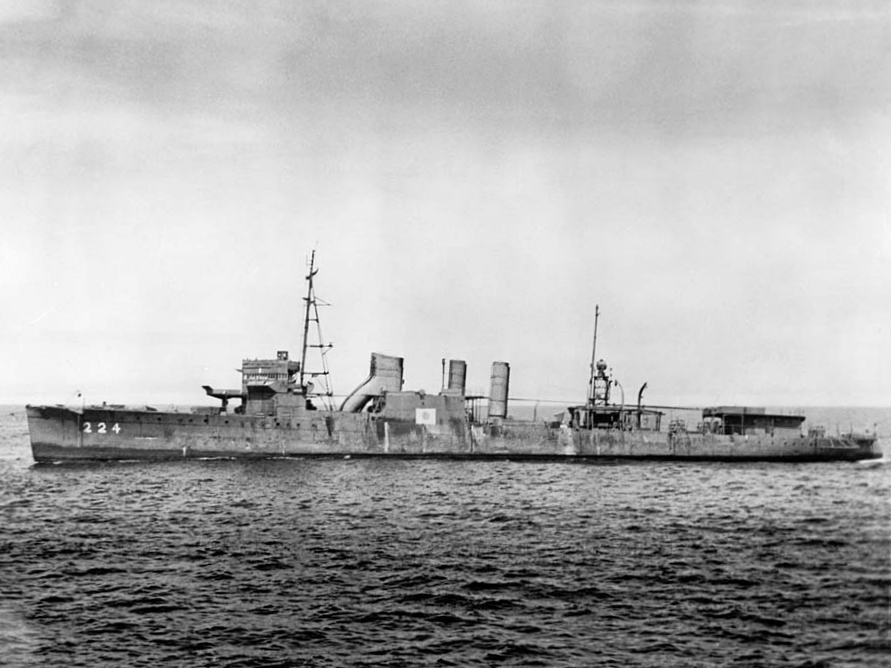
終戦後、武装解除され米軍に再接収された時の状態。前部マストが三脚型となると共に、1番・2番煙突を結合して4本煙突の原型から3本煙突に改装されていた。

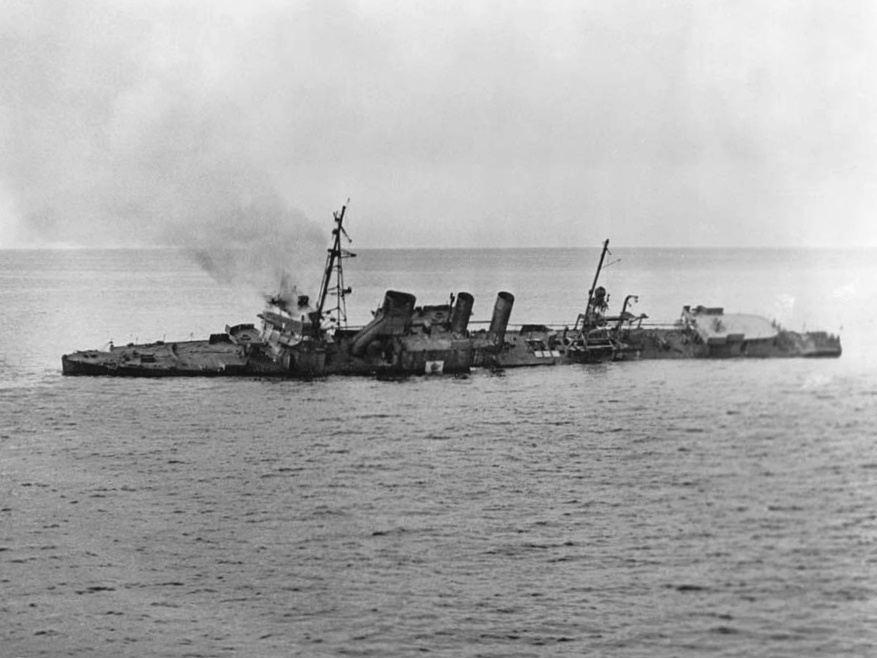
演習の標的となり、沈没寸前の状態

日本の敗戦により日本本土へ進駐した米軍は1945年8月に呉市付近の広湾で「第百二号哨戒艇」を発見した。10月29日、広島湾に回航され米軍に引き渡された。米軍はスチュワートの自軍再編入を果たしたが、亡失扱いとなっていたスチュワートの艦名はすでにエドサル級護衛駆逐艦の新造艦スチュワート（DE-238）に付与されていたため、本艦は単にDD-224と呼称された。11月8日にアメリカへ向けて出港。しかし、燃料ポンプの故障が繰り返し発生し、最終的に修理不能となって12月14日以降は自力航行不能となり曳航されることになった。「DD-224」は中城湾、グアム、真珠湾などを経由し、1946年3月5日にサンフランシスコ港に入港した。サンフランシスコに帰還した「DD-224」は「RAMP」、「浮気なお転婆娘」などと呼ばれ歓迎された(映像)。
1946年5月23日に退役し、5月24日にサンフランシスコ沖で戦闘機のロケット弾の標的として沈められた。
「スチュワート」は第二次世界大戦中の戦功で2個の従軍星章を受章した。
2024年8月、水中探査機とレーダーにより、カリフォルニア州北部沖1036mの海底に直立した「スチュワート」が発見された。残骸の保存状態は格別と報告されている。